# Llavanera (Crespiá)
Llavanera es una entidad de población española del municipio de Crespiá, perteneciente a la provincia de Gerona, en la comunidad autónoma de Cataluña.

## Historia
Hacia mediados del siglo XIX, el lugar, ya por entonces perteneciente a Crespiá, tenía contabilizada una docena de casas. Aparece descrito en el décimo volumen del Diccionario geográfico-estadístico-histórico de España y sus posesiones de Ultramar de Pascual Madoz con las siguientes palabras:

LLAVANERA: ald. en la prov. y dióc. de Gerona, part. jud. de Figueras, aud. terr., c. g. de Barcelona, ayunt. de Crespiá, de cuyo l. depende en lo civil y económico; tiene 12 casas rurales ó masías diseminadas, y carece de térm. propio. A esta ald. le da nombre, una ant. familia que hoy reside en ella.
(Madoz, 1847, p. 490)

En 2022, tenía empadronados 47 habitantes.